# Bertil Johnsson
Bertil Johnsson (Suecia, 23 de diciembre de 1915-2010) fue un atleta sueco especializado en la prueba de triple salto, en la que consiguió ser subcampeón europeo en 1946.

## Carrera deportiva
En el Campeonato Europeo de Atletismo de 1946 ganó la medalla de plata en el triple salto, con un salto de 15.15 metros, siendo superado por el finlandés Valdemar Rautio (oro con 15.17 metros) y por delante del también sueco Arne Åhman (bronce con 14.96 metros).